# Bahnhof Vlissingen
Der Bahnhof Vlissingen (früher Bahnhof Vlissingen Haven) ist der größte Bahnhof der Stadt Vlissingen in der niederländischen Provinz Zeeland. Er ist Endpunkt der Zeeuwse Lijn (deutsch Seeland-Linie), welche von Vlissingen über Roosendaal nach Amsterdam führt.
Der Bahnhof wurde 1872 eröffnet und wurde als Kopfbahnhof errichtet. Er verfügt über drei Gleise sowie zwei Mittelbahnsteige, an denen jeweils halbstündlich ein InterCity nach Amsterdam abfährt.
Der Bahnhof ist Knotenpunkt für Fußgänger, Rad- und Motorradfahrer aus der Nähe, die mit der Fähre am danebenliegenden Fährterminal nach Breskens (auf der anderen Seite der Schelde) wollen.
Der Bahnhof selber liegt sehr dezentral, weshalb eine regelmäßige Taktfolge der Busse auf dem Bahnhofsvorplatz besteht, außerdem stehen Parkmöglichkeiten vor dem Bahnhof für den Individualverkehr zur Verfügung.
In unmittelbarer Nähe befinden sich das Fährterminal, die Schleuse über die Hafenzufahrten, sowie die Hogeschool Zeeland.

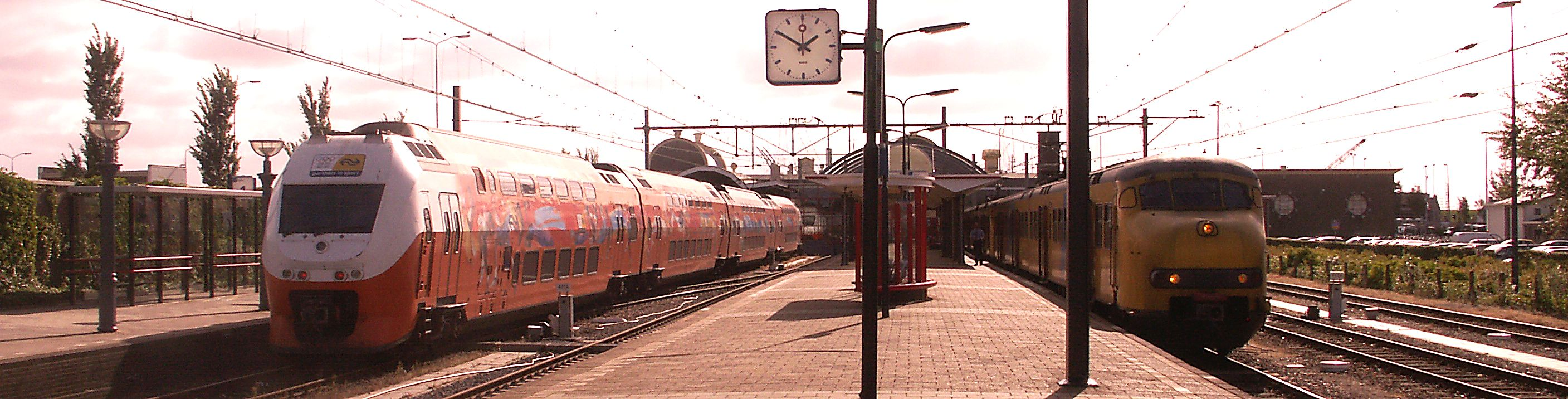

Der Bahnhof ist ein Rijksmonument.

## Streckenverbindungen
Im Jahresfahrplan 2022 verkehren folgende Linien am Bahnhof Vlissingen:
| Zugtyp    | Linienverlauf | Frequenz |
| --------- | --- | --- |
| Intercity | Amsterdam Centraal – Amsterdam Sloterdijk – Haarlem – Leiden Centraal – Den Haag HS – Delft – Rotterdam Centraal – Dordrecht – Roosendaal – Vlissingen | halbstündlich (hält stündlich sowie abends und am Wochenende ganztägig an allen Bahnhöfen zwischen Bergen op Zoom und Vlissingen) |
| Sprinter  | Roosendaal – Bergen op Zoom – Goes – Middelburg – Vlissingen                                                                                           | stündlich (fährt nicht abends und am Wochenende)                                                                                  |